# Speisekammer

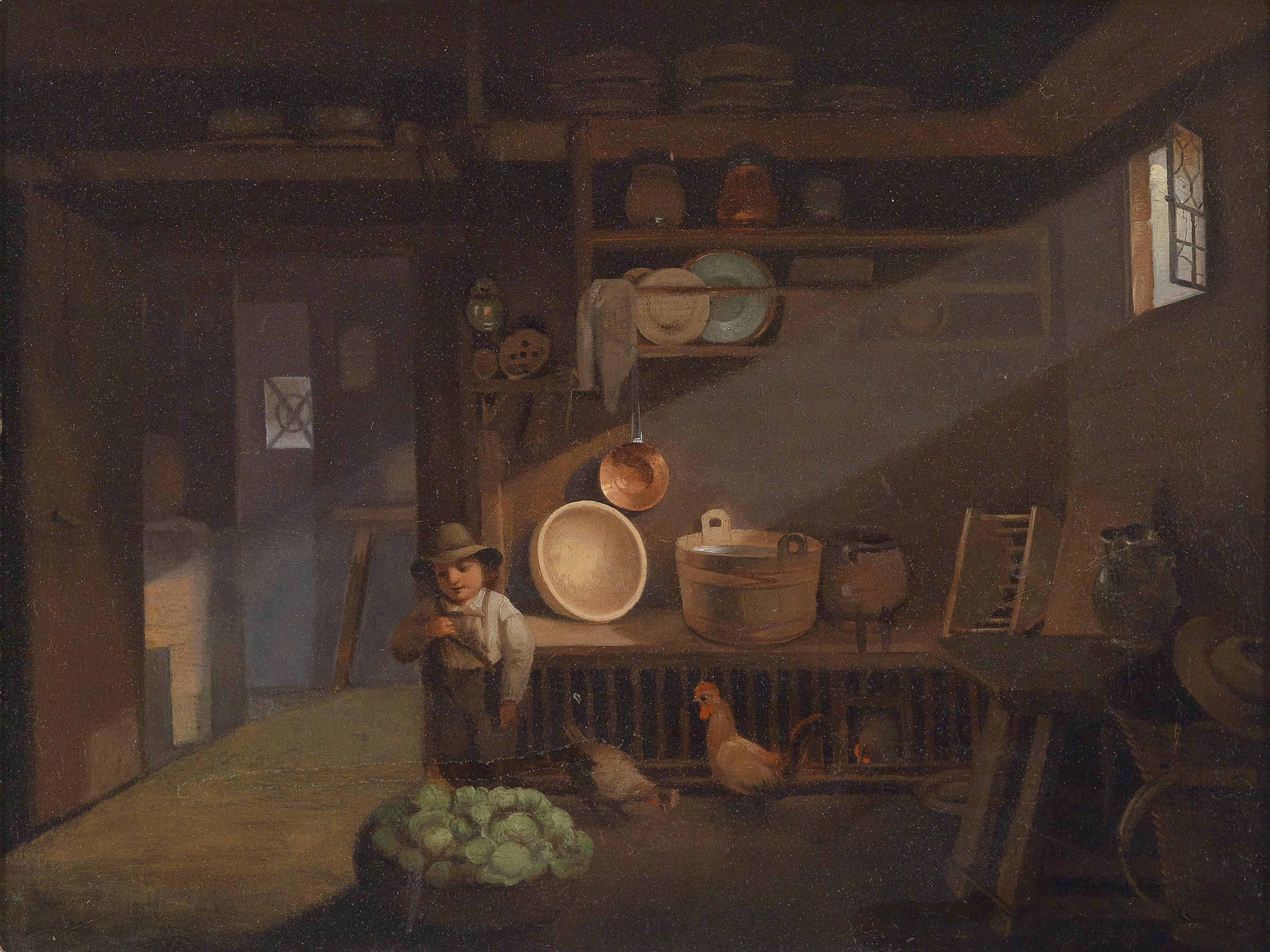
Bauernbub in der Vorratskammer, Ölbild von Ignaz Raffalt (1837)

Eine Speisekammer (auch Vorratskammer, -raum, süddeutsch auch Speis oder Speise) ist ein kleiner Raum, in dem Lebensmittel und Speisen aufbewahrt werden. Zur Aufbewahrung dienen Borde oder Regale und zum Schutz vor Schädlingen Kisten, Spankörbe, Steinzeug für Gemüse, Obst, Schmalz und Butter, Eingemachtes, Flaschen mit Milch, Fruchtsäften, Eier, Brot, getrocknete Pilze und vieles mehr. Früher wurden an der Decke der Kammer Räucherwaren wie Schinken, Wurst, Speck oder auch Wildbret aufgehängt, um einerseits Fleisch und Wurst unter guten Bedingungen aufzubewahren, andererseits, um Schädlingen, wie Mäusen und Ratten den Zugang zu erschweren. 
Eine Speisekammer kann begehbar sein und sogar noch einen Arbeitstisch enthalten oder einfach eine Art größerer Wandschrank in der Küche sein. Heute wird bei Neubauten in Westeuropa nahezu immer auf Speisekammern verzichtet, weil leicht verderbliche Lebensmittel mittlerweile hauptsächlich in Kühlschränken und Gefriertruhen aufbewahrt werden. 

## Konstruktion bzw. Lage im Gebäude

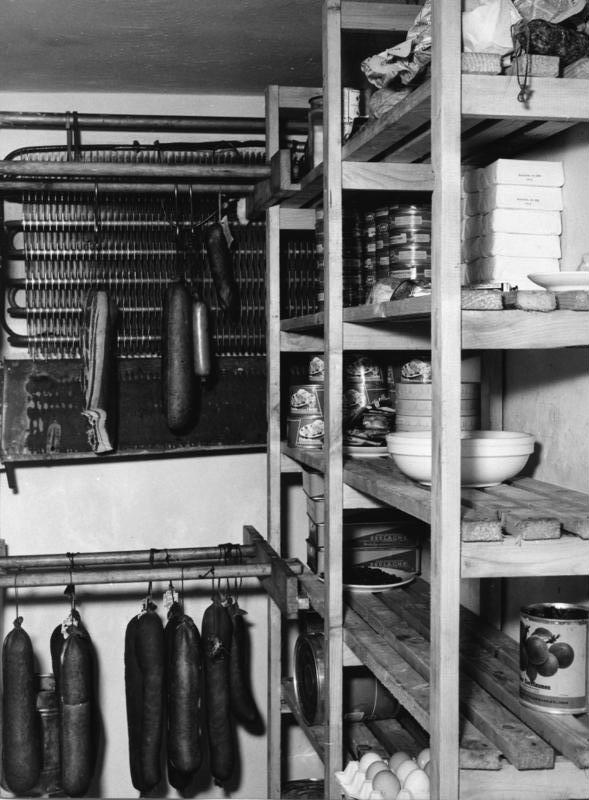
Vorratskammer eines Lehrlingswohnheims der Caritas von 1958

Speisekammern benötigen eine gute Belüftungsmöglichkeit. Häuser aus der Gründerzeit mit größeren Geschosshöhen hatten oft Speisekammern mit kleinen hochgelegenen Fenstern, um den Platz für Regale auszunutzen, oder eine Verbindung zu einem Lüftungskanal. Derartige Speisekammern sind im Sommer deutlich kühler als Räume mit großen Fenstern und erwärmen sich, abhängig von der Bausubstanz des Gebäudes, auch mit Verzögerung. Idealerweise liegt die Speisekammer nach Norden, ansonsten sollte sie möglichst dunkel gehalten und nachts gelüftet werden, damit möglichst konstante Temperaturverhältnisse herrschen und die Vorräte nicht vorzeitig verderben. Sie muss sauber gehalten werden, daher soll der Boden möglichst gefliest oder mit Linoleum ausgelegt sein.
Im Erdgeschoss können, wie bei einem Erdkeller, solche Kammern direkten Kontakt zum Erdboden haben, deren Fußboden aus unverfugten Steinen besteht, um der Erdfeuchte Eintritt in die Raumluft zu gewährleisten. Diese entzieht bei Verdunstung dem Boden Wärme und dient somit der Kühlung.